# Dom (Cameroun)
Pour les articles homonymes, voir Dom.
Dom est un village du Cameroun situé dans la région du Nord-Ouest, le département du Bui et l'arrondissement de Noni, qui est le ressort territorial de la commune de Nkor. 

## Environnement
Dom se trouve dans une zone forestière des Bamenda Highlands, particulièrement riche en faune et en flore, mais menacée, qui a retenu l'attention d'une équipe de botanistes dirigée par Martin Cheek, des Jardins botaniques royaux de Kew. 365 variétés de plantes présentes dans les forêts de Dom ont ainsi fait l'objet d'une étude approfondie.
Parmi les espèces observées à Dom, six sont probablement endémiques : Erythrococca sp. aff. anomala, Ardisia dom (Myrsinaceae), qui lui doit son épithète spécifique dom, Oxyanthus okuensis (Rubiaceae), Pavetta sp. A. de Dom (Rubiaceae), Allophylus ujori (Sapindaceae), Coleochloa domensis (Cyperaceae), qui lui doit aussi son épithète spécifique domensis.
Huit autres espèces, sans être endémiques, sont nouvelles pour la science (jamais décrites ou de manière informelle) : Tabernaemontana sp. de Bali Ngemba, Psorospermum sp. tenuifolium, Ardisia bamendae, Strombosia sp. 1 de Bali Ngemba, Psychotria sp. A aff. calva, Rutidea, sp. aff. decorticata, Rytigynia sp. A de Kupe, Deinbollia sp. 2 de Kupe.
Parmi les espèces décrites, 22 figurent sur la liste rouge de l'UICN. 
- 13 sont classées comme vulnérables (VU) : Allophylus bullatus, Antidesma pachybotryum, Bulbostylis densa var. cameroonensis, Coleochloa domensis, Crassocephalum bauchiense, Dissotis longisetosa, Entandrophragma angolense, Impatiens sakeriana, Morella arborea, Panicum acrotrichum, Pavetta hookeriana var. hookeriana, Pararistolochia ceropegioides, Psorospermum aurantiacum
- 2 sont en danger (EN) : Allophylus ujori, Epistemma decurrens
- 7 sont en danger critique d'extinction (CR) : Ardisia dom, Chassalia laikomensis, Dombeya ledermannii, Eugenia gilgii, Newtonia camerunensis, Oxyanthus okuensis, Psychotria moseskemei

Cependant cette liste n'est pas exhaustive, car les plantes nouvellement découvertes n'avaient pas encore été évaluées par l'UICN à la date de l'étude.

## Population
Lors du recensement de 2005, on y dénombrait 812 habitants. Comme dans les villages proches de Djottin et Din, on y parle le Upper Noni, un dialecte du noni.